# Grand Prix automobile d'Espagne 1994
GP précédent GP suivant
Le Grand Prix automobile d'Espagne 1994 (Gran Premio Marlboro de España), disputé sur le Circuit de Catalogne à Barcelone en Espagne le 29 mai 1994, est la vingt-quatrième édition du Grand Prix, le 553e Grand Prix de Formule 1 couru depuis 1950 et la cinquième manche du championnat 1994.

## Course

### Déroulement de l'épreuve
Pour cette cinquième manche du championnat 1994, le pilote allemand Michael Schumacher est en pole position avec pour objectif de remporter une cinquième victoire consécutive. Les pilotes complétant le top 6 sont Damon Hill, Mika Häkkinen, JJ Letho, Rubens Barrichello et Jean Alesi.
Durant le tour de formation Olivier Beretta est contraint de ranger sa Larrousse-Ford dans l'herbe en raison d'un problème moteur. À l'extinction des feux, Schumacher se place au centre de la piste pour contrôler ses adversaires. Rapidement il s'échappe, Hill étant relégué à 2 s 5 à l'issue du premier tour alors que deux groupes de chasse se forment (Hill/Häkkinen et plus loin Alesi/Lehto/Coulthard).
Au second tour, Paul Belmondo sur Pacific abandonne sur sortie de piste alors que Schumacher possède déjà plus de 4 secondes d'avance à la fin du 3e tour. Petit à petit les écarts grandissent, Schumacher tournant une seconde plus vite que le duo de chasse. Au 15e tour, Häkkinen est le premier leader à passer aux stands alors qu'il accuse déjà 15 secondes de retard. Au tour suivant, David Coulthard qui rentre mais cale, perd une minute et ressort 20e. Hill rentre au stand à son tour de même qu'Alesi perdant leur place respective au profit d'Häkkinen qui passe en 2e position et Lehto. Schumacher clôt la valse des ravitaillements et ressort en tête.
Puis Schumacher, victime de problèmes de boîte de vitesses, ralentit et laisse passer Häkkinen puis Hill. Il devra parcourir toute la fin de course bloqué en 5e rapport. Au 26e tour, le classement est Häkkinen, Hill à 4 s 7, Schumacher à 9 s 5, Letho à 27 secondes, Alesi et Brundle à 38 secondes. Au 30e tour Häkkinen repasse par la voie des stands et ressort en 3e position derrière Schumacher qui semble retrouver sa compétitivité. Coulthard abandonne au 32e tour alors qu'il remontait et Martin Brundle réussit à dépasser Alesi pour la 5e place. Schumacher, bloqué sur son 5e rapport, réalise un exploit en stabilisant l'écart avec Hill à environ 8 secondes. 
Au 40e tour, Hill rentre au stand et Schumacher passe alors en tête de la course. Au 48e tour, Häkkinen, qui pousse pour revenir sur l'Allemand, abandonne moteur cassé. La fin du Grand Prix est difficile puisque Brundle et Lehto abandonnent eux aussi permettant à Mark Blundell de monter sur la 3e marche du podium. Devant, Schumacher se permet de souffler et laisse Hill remporter sa première victoire de la saison.

### Classement de la course
| Pos. | No | Pilote                | Écurie            | Tours | Temps/Abandon                      | Grille | Points |
| ---- | -- | --------------------- | ----------------- | ----- | ---------------------------------- | ------ | ------ |
| 1    | 0  | Damon Hill            | Williams-Renault  | 65    | 1 h 36 min 14 s 374 (192,367 km/h) | 2      | 10     |
| 2    | 5  | Michael Schumacher    | Benetton-Ford     | 65    | + 24 s 166                         | 1      | 6      |
| 3    | 4  | Mark Blundell         | Tyrrell-Yamaha    | 65    | + 1 min 26 s 969                   | 11     | 4      |
| 4    | 27 | Jean Alesi            | Ferrari           | 64    | + 1 tour                           | 6      | 3      |
| 5    | 23 | Pierluigi Martini     | Minardi-Ford      | 64    | + 1 tour                           | 18     | 2      |
| 6    | 15 | Eddie Irvine          | Jordan-Hart       | 64    | + 1 tour                           | 13     | 1      |
| 7    | 26 | Olivier Panis         | Ligier-Renault    | 63    | + 2 tours                          | 19     |        |
| 8    | 25 | Éric Bernard          | Ligier-Renault    | 62    | + 3 tours                          | 20     |        |
| 9    | 11 | Alessandro Zanardi    | Lotus-Mugen-Honda | 62    | + 3 tours                          | 23     |        |
| 10   | 31 | David Brabham         | Simtek-Ford       | 61    | + 4 tours                          | 24     |        |
| 11   | 8  | Martin Brundle        | McLaren-Peugeot   | 59    | Transmission                       | 8      |        |
| Abd. | 6  | Jyrki Järvilehto      | Benetton-Ford     | 53    | Moteur                             | 4      |        |
| Abd. | 7  | Mika Häkkinen         | McLaren-Peugeot   | 48    | Moteur                             | 3      |        |
| Abd. | 12 | Johnny Herbert        | Lotus-Mugen-Honda | 41    | Sortie de piste                    | 22     |        |
| Abd. | 14 | Rubens Barrichello    | Jordan-Hart       | 39    | Boîte de vitesses                  | 5      |        |
| Abd. | 9  | Christian Fittipaldi  | Arrows-Ford       | 35    | Moteur                             | 21     |        |
| Abd. | 2  | David Coulthard       | Williams-Renault  | 32    | Panne électrique                   | 9      |        |
| Abd. | 34 | Bertrand Gachot       | Pacific-Ilmor     | 32    | Aileron                            | 25     |        |
| Abd. | 28 | Gerhard Berger        | Ferrari           | 27    | Boîte de vitesses                  | 7      |        |
| Abd. | 10 | Gianni Morbidelli     | Arrows-Ford       | 24    | Pression d'essence                 | 15     |        |
| Abd. | 30 | Heinz-Harald Frentzen | Sauber-Mercedes   | 21    | Boîte de vitesses                  | 12     |        |
| Abd. | 20 | Érik Comas            | Larrousse-Ford    | 19    | Fuite d'eau                        | 16     |        |
| Abd. | 3  | Ukyo Katayama         | Tyrrell-Yamaha    | 16    | Moteur                             | 10     |        |
| Abd. | 24 | Michele Alboreto      | Minardi-Ford      | 4     | Moteur                             | 14     |        |
| Abd. | 33 | Paul Belmondo         | Pacific-Ilmor     | 2     | Sortie de piste                    | 26     |        |
| Np.  | 19 | Olivier Beretta       | Larrousse-Ford    |       | Moteur                             | 17     |        |
| Nq.  | 32 | Andrea Montermini     | Simtek-Ford       |       | Non qualifié                       |        |        |

## Pole position et record du tour
- Pole position : Michael Schumacher en 1 min 21 s 908 (vitesse moyenne : 208,639 km/h).
- Meilleur tour en course : Michael Schumacher en 1 min 25 s 155 au 18e tour (vitesse moyenne : 200,683 km/h).

## Tours en tête
- Michael Schumacher : 27 (1-22 / 41-45)
- Mika Häkkinen : 8 (23-30)
- Damon Hill : 30 (31-40 / 46-65)

## Statistiques
- 4e victoire pour Damon Hill.
- 72e victoire pour Williams en tant que constructeur.
- 52e victoire pour Renault en tant que motoriste.
- Une chicane temporaire, faite de pneus, a été installée pour la course dans le virage de Campsa, en raison des craintes engendrées par les morts de Roland Ratzenberger et Ayrton Senna au Grand Prix de Saint-Marin quelques semaines plus tôt.